# Vohenlohe

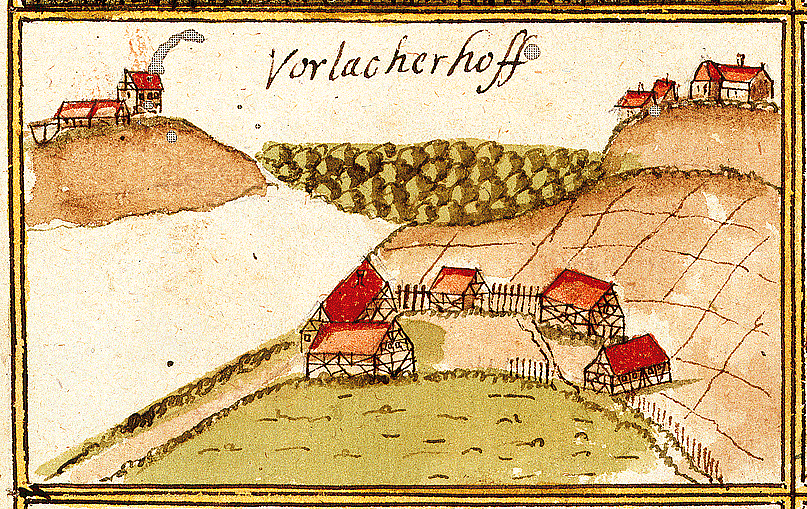
Vohenlohe in den Forstlagerbüchern von Andreas Kieser (1685)

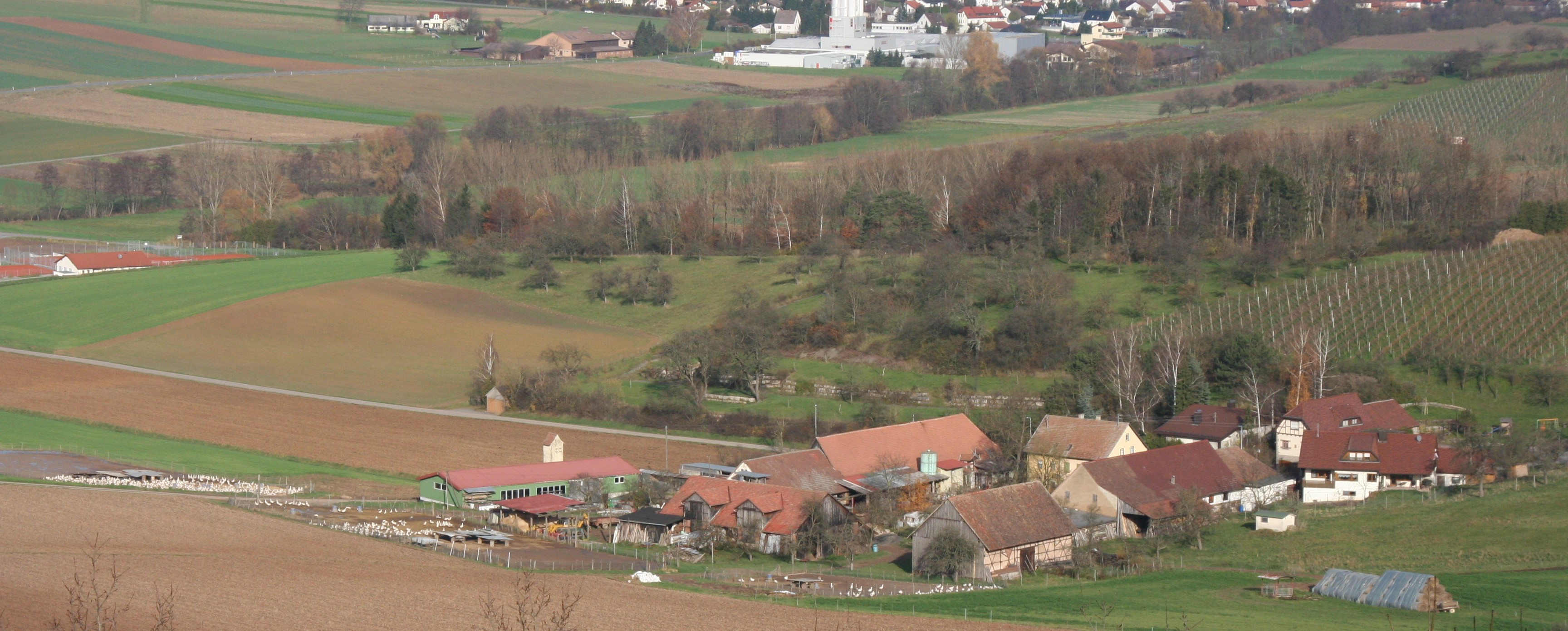
Vohenlohe von der Burgruine Helfenberg aus gesehen

Vohenlohe ist ein zu Abstatt zählender Wohnplatz im Landkreis Heilbronn im nördlichen Baden-Württemberg.

## Geografie
Vohenlohe liegt etwa anderthalb Kilometer östlich von Abstatt, nordwestlich unterhalb des Bergsporns, auf dem sich Burg Wildeck befindet.

## Geschichte
Der Ort zählte bereits früh zu Abstatt und wurde von dort aus verwaltet. Mit Abstatt kam Vohenlohe 1806 zum Oberamt Besigheim und 1842 zum Oberamt Heilbronn.